# Associazione Calcio Savona 1931-1932
Questa pagina raccoglie i dati riguardanti l'Associazione Calcio Savona nelle competizioni ufficiali della stagione 1931-1932.

## Rosa
| N. |                   | Ruolo | Calciatore                 |
| -- | ----------------- | ----- | -------------------------- |
|    | Italia (bandiera) | A     | Angelo Bacigalupo (I)      |
|    | Italia (bandiera) | A     | Bacigalupo (IV)            |
|    | Italia (bandiera) | A     | Arturo Bertolero           |
|    | Italia (bandiera) | C     | Giorgio Borgo              |
|    | Italia (bandiera) | C     | Angelo Canepa              |
|    | Italia (bandiera) | A     | Giuseppe Caviglione        |
|    | Italia (bandiera) | P     | Giovanni Battista De Salvo |
|    | Italia (bandiera) | D     | Eugenio Della Valle        |

| N. |                   | Ruolo | Calciatore      |
| -- | ----------------- | ----- | --------------- |
|    | Italia (bandiera) | D     | Flabi           |
|    | Italia (bandiera) | D     | Grassi          |
|    | Italia (bandiera) | C     | Ernesto Negro   |
|    | Italia (bandiera) | P     | Luigi Palmeto   |
|    | Italia (bandiera) | D     | Pietro Pantani  |
|    | Italia (bandiera) | D     | Perlo           |
|    | Italia (bandiera) | C     | Giovanni Vanara |